# Abbaye de Szentgotthárd
L’abbaye de Szentgotthárd (en allemand Sankt Gotthard ; en français Saint-Gothard) est une ancienne abbaye cistercienne, bâtie dans la ville éponyme, à l'ouest de la Hongrie. Fondée par les moines de l'abbaye de Trois-Fontaines, en Champagne, en 1174, elle est fermée au XVIe siècle, à cause de la conquête de la Hongrie par les Ottomans, mais aussi de la progression de la Réforme protestante. En 1734, l'abbaye détruite est rebâtie, et les moines y reprennent une vie de prière. L'abbaye est cependant refermée par les communistes en 1950.

## Histoire

### Fondation

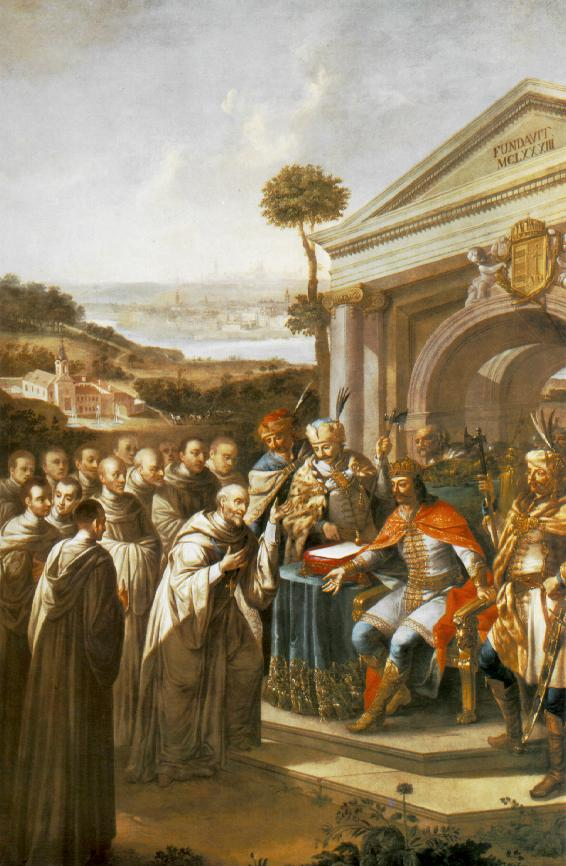
Tableau d'Étienne Dorfmeister représentant la fondation de l'abbaye de Szentgotthárd par Béla III.

L'abbaye est fondée à la demande de Béla III, roi de Hongrie, qui fait venir de l'abbaye de Trois-Fontaines, située en Champagne, des moines cisterciens. Pour le roi, il s'agit surtout de faire venir en Hongrie des spécialistes de l'aménagement rural et de l'agriculture, capables d'apprendre à ses paysans comment mettre en valeur efficacement leurs terres
Il ne s'agit pas de la première fondation cistercienne en Hongrie (c'est Cikádor, fondée en 1142), mais c'est une des plus importantes.
Comme la tradition cistercienne le veut, c'est un groupe composé de l'abbé et de douze moines qui arrive à Szentgotthárd ; la construction du complexe monastique commence immédiatement. Le monastère est relativement modeste (94 × 44 mètres), mais est aménagé en prévision de futures extensions. En 1187, une bulle du pape Urbain III fait état de l'abbaye et de ses possessions ; le roi Imre confirme également les possessions de l'abbaye en 1198.

### Période de prospérité
De la fin du XIIe à la fin du XIVe siècle, l'abbaye est riche et prospère. Elle fonde des granges dans les campagnes environnantes. En 1219, elle fonde une dépendance, qui devient en 1234 l'abbaye-fille de Pornó (ou Pernau), sur la commune actuelle de Pornóapáti.

### Déclin et fermeture
La période de prospérité de Szentgotthárd prend fin quand l'empereur Sigismond retire en 1439 le titre d'abbaye royale à Szentgotthárd et la place sous la domination de la maison Szécsi (en), qui a désormais voix dans le choix de l'abbé.
Pour lutter contre ces excès, en 1448, l'abbaye est placée sous l'autorité de l'abbaye autrichienne de Rein, beaucoup plus proche et donc plus susceptible que Trois-Fontaines d'intervenir pour mettre un frein à ces ingérences. Malheureusement, à la mort de l'abbé Johannes von Ebrach, en 1489, l'abbaye tombe en commende : l'abbé n'est désormais plus un religieux, mais un noble directement choisi par la maison Szécsi.

### La forteresse
Au début du XVIe siècle, c'est ainsi Thomas Szécsi qui est abbé commendataire. Sa dureté est telle que les moines choisissent de quitter l'abbaye avant sa mort en 1526. Le roi attribue alors l'abbaye à Kaspar Serédy, mais, en 1556, Margarete Szécsi la récupère par voie de justice et chasse par la force les moines qui tentaient d'en profiter pour revenir dans leur abbaye.
L'abbaye est alors fortifiée en château, afin de servir de forteresse contre l'avancée des Ottomans en Europe Centrale.

### La reconstruction
György Széchényi (hu), archevêque d'Esztergom, acquiert ce qui reste de Szentgotthárd en 1675. Il décide de rebâtir une église de style baroque en réutilisant les pierres de la première.

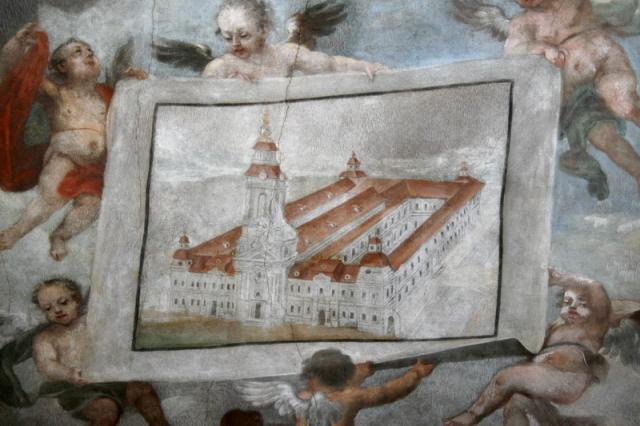
Le plan prévu (mais non réalisé) de la nouvelle abbaye de Szentgotthárd.

Le 29 juillet 1734, Charles VI de Habsbourg signe un document permettant le retour des moines cisterciens. Les nouveaux moines, cinq prêtres et deux frères convers, viennent de l'abbaye autrichienne de Heiligenkreuz sous la direction de l'abbé Robert Leeb.
Les deux frères convers ont une importance particulière, car leurs compétences techniques sont mises au service de la restauration de l'abbaye : Matthias Gusner est peintre, Kaspar Schretzenmayer charpentier. Robert Leeb fait également venir l'architecte Franz Anton Pilgram (hu), qui rebâtit l'abbaye de 1740 à 1755. Une troisième église est bâtie, à la suite de quoi la première est transformée en grenier. Dès 1746, les bâtiments conventuels sont utilisables et les moines s'y installent. Le plan originellement conçu n'est cependant pas réalisé, à cause des difficultés financières que connaît alors l'abbaye-mère de Heiligenkreuz.

### La fin de l'abbaye
En 1878, l'abbaye est placée par François-Joseph sous l'autorité de l'abbaye hongroise de Zirc. En 1950, tous les monastères hongrois sont fermés par Mátyás Rákosi.

## L'abbaye
L'abbaye est située au confluent des rivières Raab et Lafnitz.